# 臺灣通史
《臺灣通史》，是臺灣日治時期由台灣歷史學家連橫以傳統史學體例撰寫的台灣史著。本書寫於1910年代，出版於1920年。1920年台灣通史上冊、中冊發行，連橫於台北市大稻埕設「台灣通史社」為發行所，自兼發行者；1921年發行下冊。1946年則發行重慶版，分為上下兩冊，刪除1920年版本中的日本官員的序或題文，存序與內容易略有刪增，並新增徐炳昶、張繼序。1947年上海版出版。

## 內容
《臺灣通史》成書時，台灣已為日本統治後20年，也是台灣面對內外激烈變動的階段。特別是乙未割台一役，讓台灣人意識到要將此衝擊筆諸於書的「著史」衝動。連雅堂的撰作企圖以「台灣」為敘述單位，建構出台灣的通史，其仿造中國傳統王朝的記傳體正史，以「記」體例將台灣歷史做了依年代順序排列的整合，形成了貫時性的通史，在「志」、「表」則以「台灣」為單位彙編制度與數據，這種歷史敘事既非零碎掌故，也不只是個別「事件」(事件與人物，以「傳」處理)，而是以台灣全體為範圍來書寫涵蓋全台灣的集體記憶。這種歷史化作業，使得社會菁英可共享一個集體記憶和意義，讓台灣不再只是地理名詞。
連橫著書之因起於13歲時，其父連永昌購買一部余文儀《續修臺灣府志》並對之言：“汝為台灣人，不可不知臺灣事。”連橫基於先人家教啟蒙與台灣為日本所占的雙重動機，自1908年至1918年著手撰寫《台灣通史》，體裁仿效司馬遷《史記》體例而成，起自隋煬帝大業元年（605年），終於割讓（1895年）。分為紀4、志24、傳60，共88篇，36卷，約有60萬字，另附表目101項。1920年由臺灣通史社出版發行，這是臺灣人第一次完成的第一部冠以「臺灣通史」名稱的著作。不過連橫對於台灣民主國的記載，最初以「獨立紀」撰寫，後又改為「過渡紀」以避免爭議。

## 對乙未戰役的評價
吳密察認為，「割台」此一歷史變局，讓台灣讀書人意識到「歷史」，觸發當時台灣讀書人的歷史書寫，為台灣本土的歷史書寫賦予了特徵。如思痛子、洪棄生等便以激憤與焦慮來書寫割台當時清朝官僚和在地仕紳的抵抗差異，評價「孰為奮勇抗戰，孰為不戰而走」，而連雅堂在《台灣通史》亦可見。《台灣通史》在本紀中特別以「獨立紀」敘述台灣民主國，並在列傳中分別為丘逢甲、吳湯興、徐驤、姜紹祖、林崑岡、吳彭年、唐景崧、劉永福立傳。《台灣通史》在列傳的形式上表現了其「史筆」。如倡建台灣民主國卻不戰而走的丘逢甲獨立為傳；率領鄉民抗戰而殉死的地方頭人吳湯興、徐驤、姜紹祖、林崑岡四人合傳；黑旗軍將領、奮戰死於八卦山的吳彭年單獨成傳；清朝官員守將、號稱與台共存亡卻棄民而走的唐景崧、劉永福合傳。《台灣通史》更以「連橫曰」的形式，在傳後對諸人加以評論。《台灣通史》對乙未之役的描寫與評論，對連雅堂來說，「孰為奮勇抗戰，孰為不戰而走」，仍是重要議題。

## 刊本
- 連橫，《台灣通史》，臺灣通史社出版發行，1920年。

## 評價

### 正面
台灣通史的問世，當時民政長官下村宏作序：「……分類有法，矧又氣象雄渾，筆力遒健，論斷古今，吾幾不能測其才之所至，蓋近世巨觀也。」給予肯定。近代研究者楊雲萍亦認為在當年的時空環境下能完成如此鉅作，應給予肯定：「通史」有其可以論處，如史料不完備。「府志」類、僅「余志」。各種檔案，以及日、荷原始文件多付缺如。然因時代所囿，故不能苛求，或以一而概全。其為古典的存在，將與台灣之河山，同其不朽。 
台灣日日新報主筆尾崎秀真說他「非官也，一介史家也」、台南新報主筆西崎順太郎說他是「台南文壇之翹楚......史學尤極蘊奧...更足貢獻帝國學界」，台灣總督明石元二郎、田健治郎也都此書題辭，寫下「名山絕業」、「溫故知新」等用語，總督府甚至以公款購置數十部給學校機關參考，可說是給足了連橫面子。然而台灣人對這部史書褒貶不一。眾多學者指出，台灣通史不僅有數百處錯謬，還涉及抄襲，甚至「自行創作」，是「錯誤百出的歷史小說」（翁佳音）。書中記載的事情，有些找不到資料來源，像是通史從隋朝開始講起卻查無史證，或是提到七世紀時台灣「大安、大甲兩溪匯合一流，濁水以北，猶巨海也」等淹大水的故事，可說是瞎掰而來（翁佳音）。
連氏自言，編纂台灣史有三難：徵文難、考獻難、欲取金匱石室之書難，「斷簡殘編，蒐羅匪易；郭公夏五，疑信相參；則徵文難。老成凋謝，莫可諮詢；巷議街譚，事多不實；則考獻難。重以改隸之際，兵馬倥傯，檔案俱失；私家收拾，半付祝融，則欲取金匱石室之書，以成風雨名山之業，而有所不可。」從近代史學的觀點言，《台灣通史》雖未臻完善，然而《台灣通史》的出版，對喚醒台灣人民、擺脫外族侵占壓迫的渴望，的確發揮了維護臺灣歷史主體性的作用。
《臺灣通史》在二方面有別於之前之台灣史，一是對台灣民眾歷史活動的詳細描繪。清代台灣方志，多從官方的角度出發，圍繞著王侯將相士大夫的活動書寫歷史，連橫則打破此一慣例，大膽將普通民眾的活動作為描寫的重點之一，「故此書各志，自鄉治以下尤多民事」。二則是《臺灣通史》對鄭成功和明鄭政權歷史定位重新評價。清朝史書基於清朝統治者的立場，對於鄭成功及明鄭政權「竟以島夷海寇視之」。《臺灣通史》給予鄭成功非常正面的評價，在卷一《開闢記》記載，「延平入處，建號東都，經立，改名東寧，是則我民族所肇造，而保守勿替者。然則我台人當溯其本，右啟後人，以毋忘篳路藍縷之功也。」
鄧孔昭對《台灣通史》研究用力最深，著有《連橫與臺灣通史》、《臺灣通史辨誤》等書。鄧先生在《台灣通史辨誤》前言即說明，「《臺灣通史》是臺灣著名愛國史學家連橫耗費十年心血寫成的一部力作。它問世六十餘年來，先後翻印成十幾種版本，是關心和研究臺灣歷史者案頭必備之書，至今仍為許多治史者所樂於引據。但是，由於歷史條件的限制，有許多史料，連橫當時未能發現，無法加以利用；…加上印刷上的原因，以致書中存在不少錯誤。為了有利於人們更真實地瞭解臺灣歷史，筆者利用檔案、奏疏、實錄等較原始的資料，對《臺灣通史》進行了較為全面的辨誤，共有600餘處。希望通過這一工作，能有益於臺灣歷史研究的進一步深入 。」
於2021年3月27日福州召開之《台灣通史》轉譯白話文項目專家論證會中鄧孔昭談到，「《台灣通史》裡充分肯定閩粵的先民怎麼去開發台灣、建設台灣，充分肯定鄭成功。所以我覺得這部書有學術價值。在舊方志的基礎上，他（連橫）吸收了很多檔案資料，他（連橫）調查民間的一些故事，編成這樣一本書，所以它的史料價值也是非常充分。把它處理得更好一點，讓讀者群、年輕的讀者能夠更喜歡讀它，這可能是我們下面每位專家要做的事情 。」

### 負面
許多台灣史的研究者批評《台灣通史》，比如翁佳音等就認為：連氏之歷史敘述多有誤謬，甚至有人言彼為「三流史家」，每頁皆有錯處……。而一本錯誤百出的「通史」書籍，能得國共兩黨長期的垂青，也可見政治力量如何干預通史著作了。楊雲萍指出〈朱一貴起事檄〉為連橫杜撰。陳昭瑛認為連橫依據江日昇《臺灣外記》所記鄭成功遣使的說辭：「此地非爾所有，乃前太師練兵之所。今藩主前來，是復其故土。」創造出〈與荷蘭守將書〉「然臺灣者，中國之土地也，久為貴國所踞。今余既來索，則地當歸我。」吳密察認為〈與荷蘭守將書〉同樣也是連橫杜撰，因之前1919年從無文獻有此文，與荷蘭方面所記之書信也不相同。
《台灣通史》序從1985年國立編譯館獨編教科書時期即收錄於高中國文課本裡，直到2017年10月29日，教育部課審大會審議推薦選文時認為《台灣通史序》內容涉及歧視原住民族，決議換成《鹿港乘桴記》。

## 爭議與謠言
現今，《臺灣通史》在網路上有許多謠言與爭議，以下詳列：

### 《臺灣通史》錯誤過多爭議
《臺灣通史》做為民間學者自發性著作，錯誤的確不少，鄧孔昭就有對《臺灣通史辨誤》一書詳列大量錯誤。但現實中，如《史記》等知名正史，亦也被許多學者考據出許多錯誤，但並不妨礙《史記》在史學殿堂上的地位。
關於該錯誤也有一些謠言中描述「中國學者鄧孔昭還寫了一本《臺灣通史糾謬》，來糾正連雅堂的錯誤。鄧表示他只完成一半的糾錯，就已經和《台灣通史》一樣厚。」，事實是書名是《臺灣通史辨誤》而非《台灣通史糾謬》，另外《辯誤》一書，實際整本厚度(自立晚報社文化出版的增訂版版本約400多頁)與《臺灣通史》(三冊約800多頁)，而非文中只完成一半就和整本《臺灣通史》一樣厚，另外《臺灣通史》本身用文言文著作，而《辨誤》一書則用白話文撰寫，考訂錯誤約六百處，實際上錯誤並非謠言中描述的那麼誇張。

## 其他
- 《臺灣通史》三大冊剛出版時原本定價十二圓，大正十三年（1924年）減價為訂價十圓，郵費五角。[17]後又改為定價十圓，郵費四角。[18]
- 《臺灣通史》在連震東基金會的支持下，於2021年12月18日開工，最終於2023年12月28日出版完成第一部白話譯本。

## 外部連結
- 臺灣文獻叢刊 （页面存档备份，存于）
- 中央研究院漢籍電子文獻 （页面存档备份，存于）
- 中央研究院歷史語言研究所 （页面存档备份，存于）
- 中國哲學書電子化計畫 （页面存档备份，存于）
- 台灣通史初版定稿殘本 （页面存档备份，存于）